# Chetone nasica
Chetone nasica là một loài bướm đêm thuộc phân họ Arctiinae, họ Erebidae.